# Rheedia aristata
Rheedia aristata, manaju,  mangostán, manajú,   es una especie  de planta con flor  en la familia Clusiaceae.
Es endémica del oeste de Cuba y de las Indias Occidentales. Está amenazada por pérdida de hábitat.
Es un pequeño árbol, extremadamente atractivo como ornamental, hojas verde muy oscuras, carnosas, con algunas espinas. Fruto pequeño, amarillo, de pulpa blanca, ligeramente dulce, 1-2 semilla grandes.  Se propaga por semilla.

## Uso maderero
Madera dura y resistente,  rojiza, se usa para escaleras, bastones.

## Fuente
- Areces-Mallea, A.E. 1998.  Rheedia aristata.   2006 IUCN Lista Roja de Especies Amenazadas; bajado 20 jul 2007